# (108113) Maza
Maza (108113) es un asteroide perteneciente al cinturón que orbitan entre Marte y Júpiter. Descubierto el 14 de abril de 2001 por el astrónomo Rafael Ferrando cuando realizaba observaciones de una supernova con un telescopio de 305 mm de abertura. El cometa fue dedicado al
astrónomo chileno José Maza Sancho de la Universidad de Chile y Premio Nacional de Ciencias Exactas de Chile en 1999, quien es autor del libro "Supernovas" en conjunto con el astrónomo Mario Hamuy. Maza además es un destacado difusor de la ciencia invitado comúnmente a la TV local y a charlas de grupos científicos y escépticos. Ferrando bautizó originalmente al asteroide como "Josemaza" pero al no ser aceptada esa denominación quedó la actual.
El asteroide se ubica entre Marte y Júpiter en el llamado Cinturón de asteroides teniendo un tamaño entre 3 a 4 km. Al tener una órbita elíptica a una distancia mínima de 330 millones de km. y máxima de 500 millones de km, no tiene peligro para la tierra que orbita a 150 millones de km.